# Kornos (Zypern)
Kornos (griechisch Κόρνος) ist ein Ort im Bezirk Larnaka in Zypern. Im Jahr 2021 hatte der Ort 2081 Einwohner.

## Lage

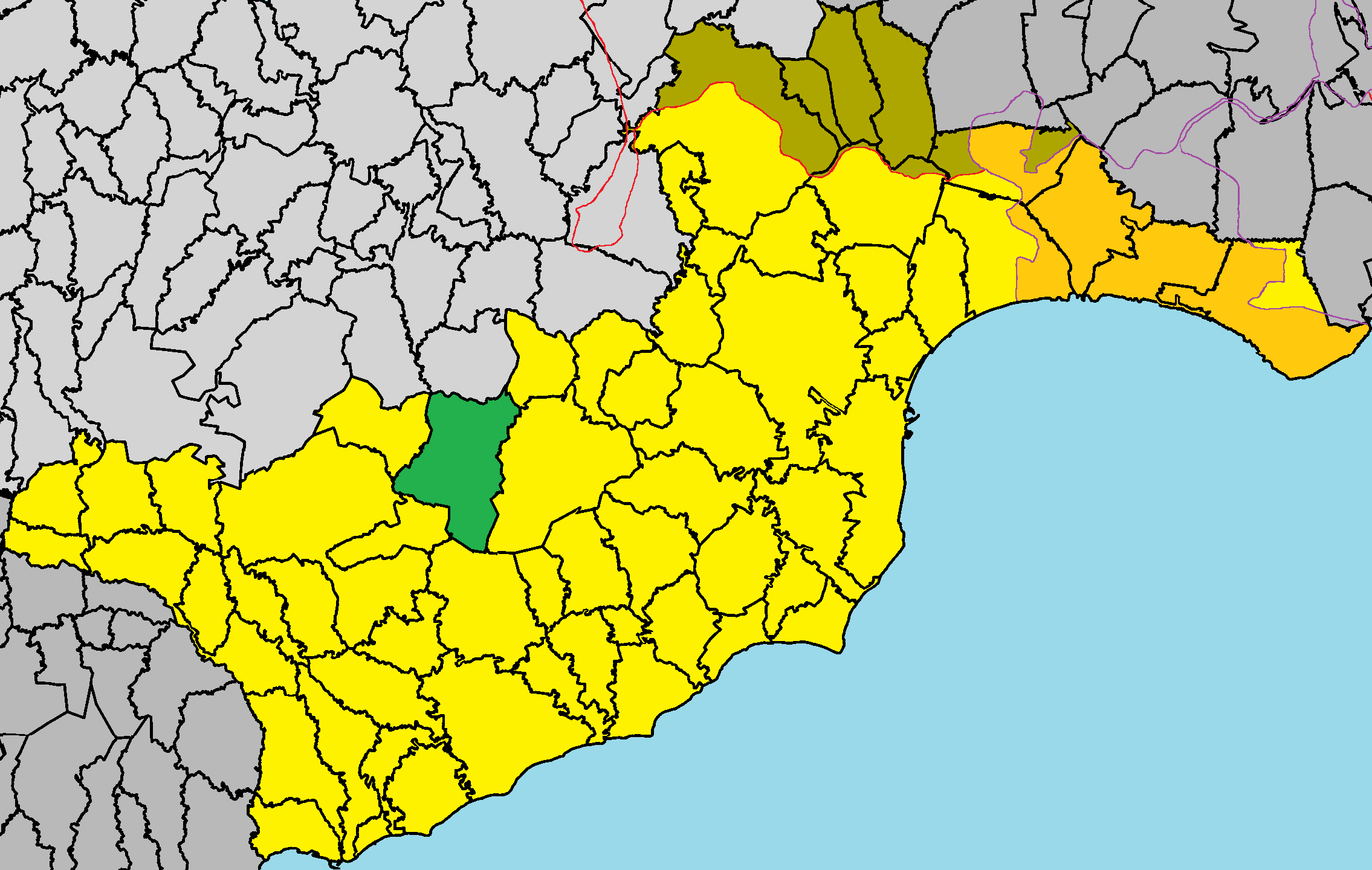
Lage der Gemeinde im Bezirk Larnaka

Kornos liegt östlich der Mitte der Insel Zypern auf 328 Metern Höhe, etwa 28 km südlich der Hauptstadt Nikosia und 20 km westlich der Hafenstadt Larnaka. Es befindet sich an der nördlichen Grenze des Bezirks Larnaka zum Bezirk Nikosia. Die größeren Städte Zyperns sind über die A1 zu erreichen, die unweit am Ort vorbei läuft. Orte in der Umgebung sind Delikipos im Westen, Sia im Bezirk Nikosia im Norden, Mosfiloti im Nordosten und Pyrga im Osten.

## Ortsbild
Die Bebauung im Dorf ist in traditionellem zyprischen Stil gehalten. Im Ort liegt die Kirche Timios Prodromos.